# My Own Grave
My Own Grave (v českém překladu z angličtiny můj vlastní hrob) je švédská thrash/death metalová kapela založená roku 2001 ve městě Sundsvall ve středním Švédsku.
První demo New Path / Same Path vyšlo v roce 2001, následovaly tři další (Dissection of a Mind, Blood and Ashes, Progression Through Deterioration).
Debutní studiové album Unleash spatřilo světlo světa v roce 2006.

## Diskografie

### Dema
- New Path / Same Path (2001)
- Dissection of a Mind (2002)
- Blood and Ashes (2003)
- Progression Through Deterioration (2004)

### Studiová alba
- Unleash (2006)
- Necrology (2009)[2]

### EP
- Unholy (2007)